# اویاکودون

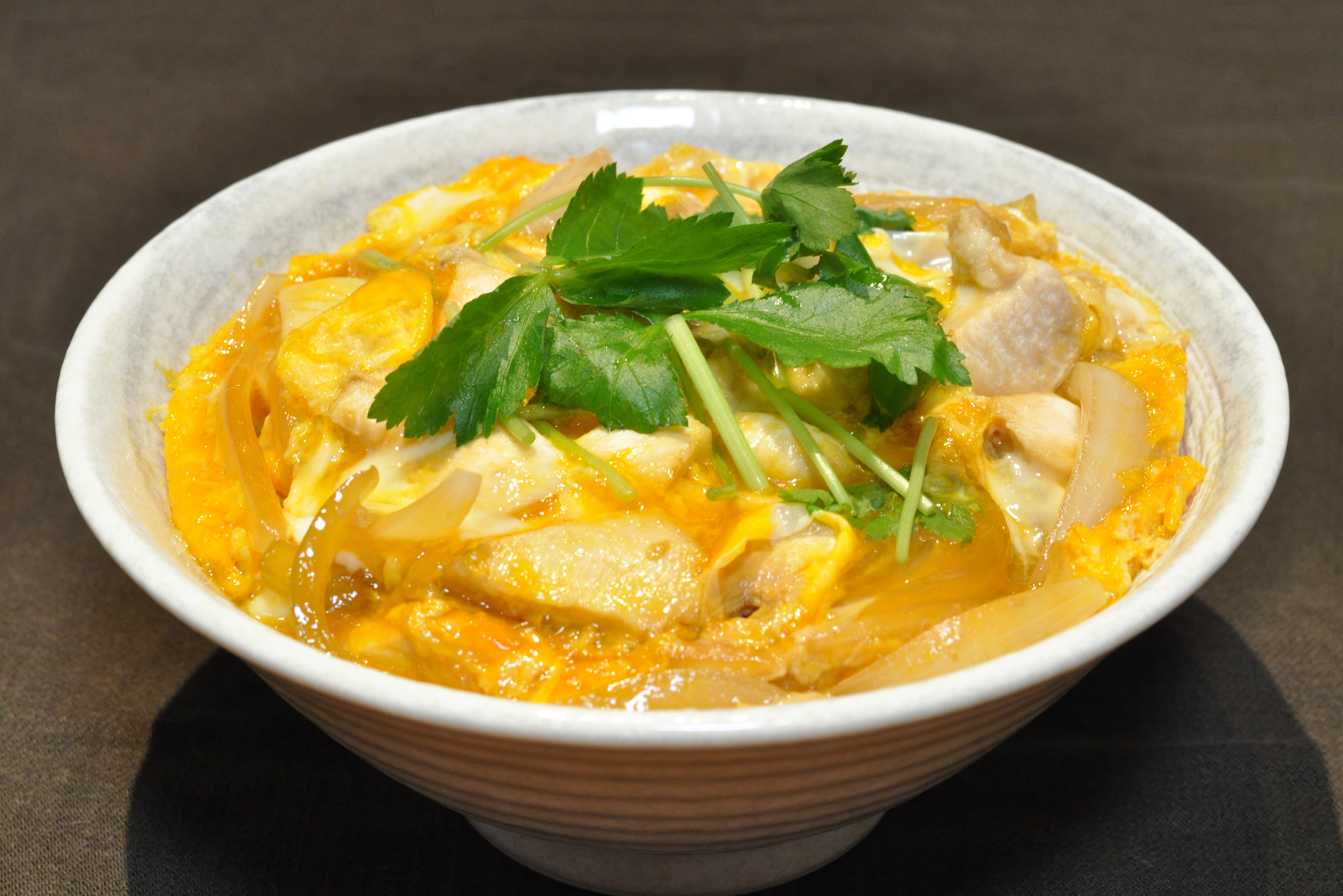
اویاکودون

اویاکودون (به ژاپنی: 親子丼 Oyakodon) در آشپزی ژاپنی به یکی از انواع غذاهای دون‌بوری گفته می‌شود. برای تهیه ابتدا گوشت مرغ را در مخلوطی از داشی، پیاز خورد شده، شکر و سس سویا جوشانده و سپس تخم‌مرغ بهم زده شده به این مخلوط افزوده می‌شود. در آخر این مخلوط بر روی گوهان (برنج ژاپنی) قرار داده می‌شود. برای تزئین روی غذا از سبزیجات سبز رنگ مانند میتسوبا استفاده می‌شود.